# Куратор

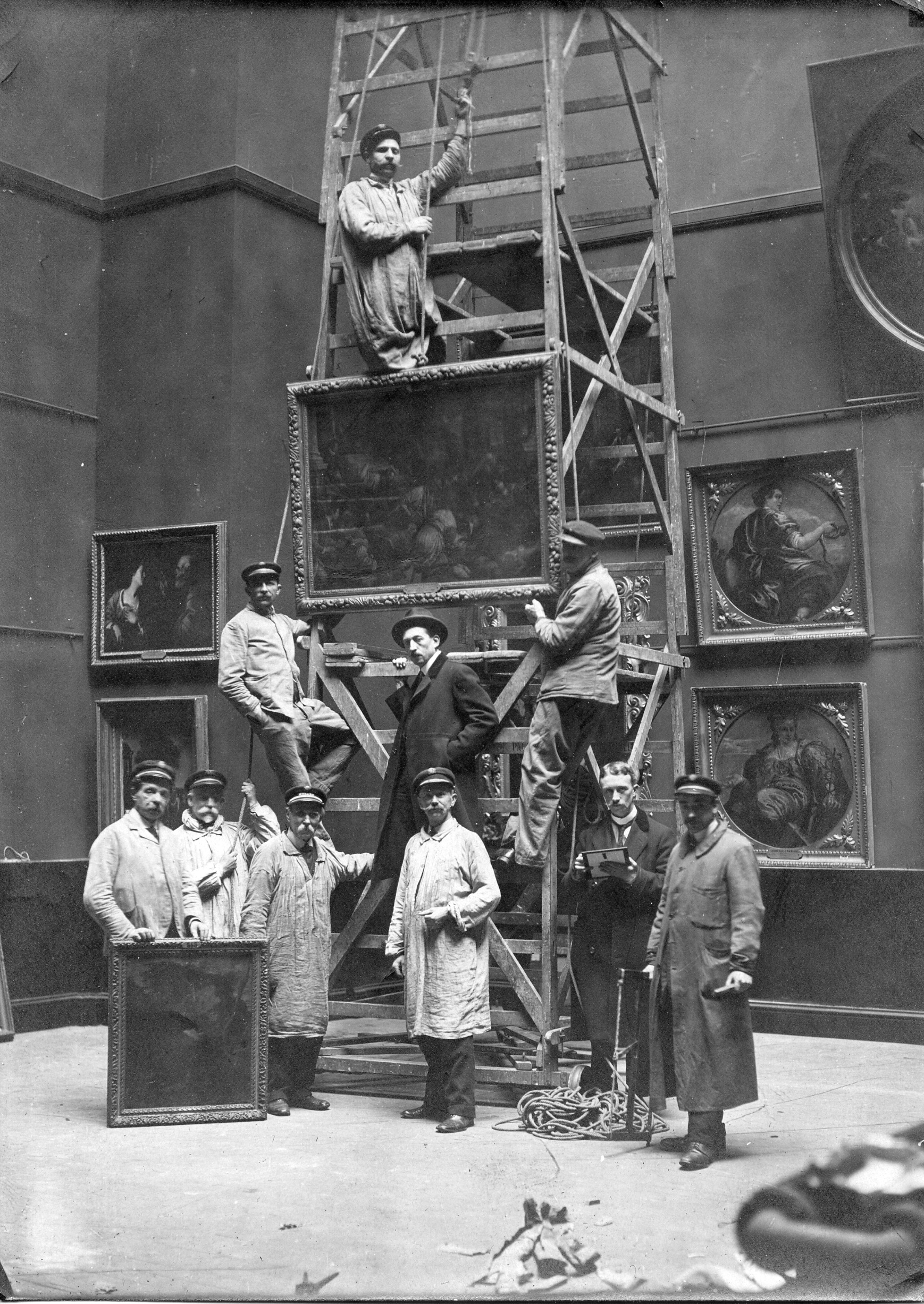
В центре картины — Эмиль Теодор (фр.), куратор музея, Дворец изящных искусств (Лилль), 1947 год

Кура́тор (от лат. curātor — «опекун») — лицо, наблюдающее за ходом исполнения определённой работы или иным процессом. Наибольшее значение фигура куратора приобрела в области современного искусства, где в 1980-е и 1990-е годы возник феномен кураторов-селебрити.

## Кураторство в искусстве
Куратор не просто технически организовывает выставки, работу музея или иные арт-проекты, но и является соавтором, так как именно он определяет актуальность той или иной темы, активно сотрудничает с авторами, помогая им воплощать их идеи и проекты, — настолько, что, как отмечает Макс Фрай, «по большому счёту, кураторская деятельность — это такая принципиально иная форма авторства в искусстве». Известный куратор Виктор Мизиано определяет функции куратора через сравнение с фигурой театрального режиссёра.

### История кураторства

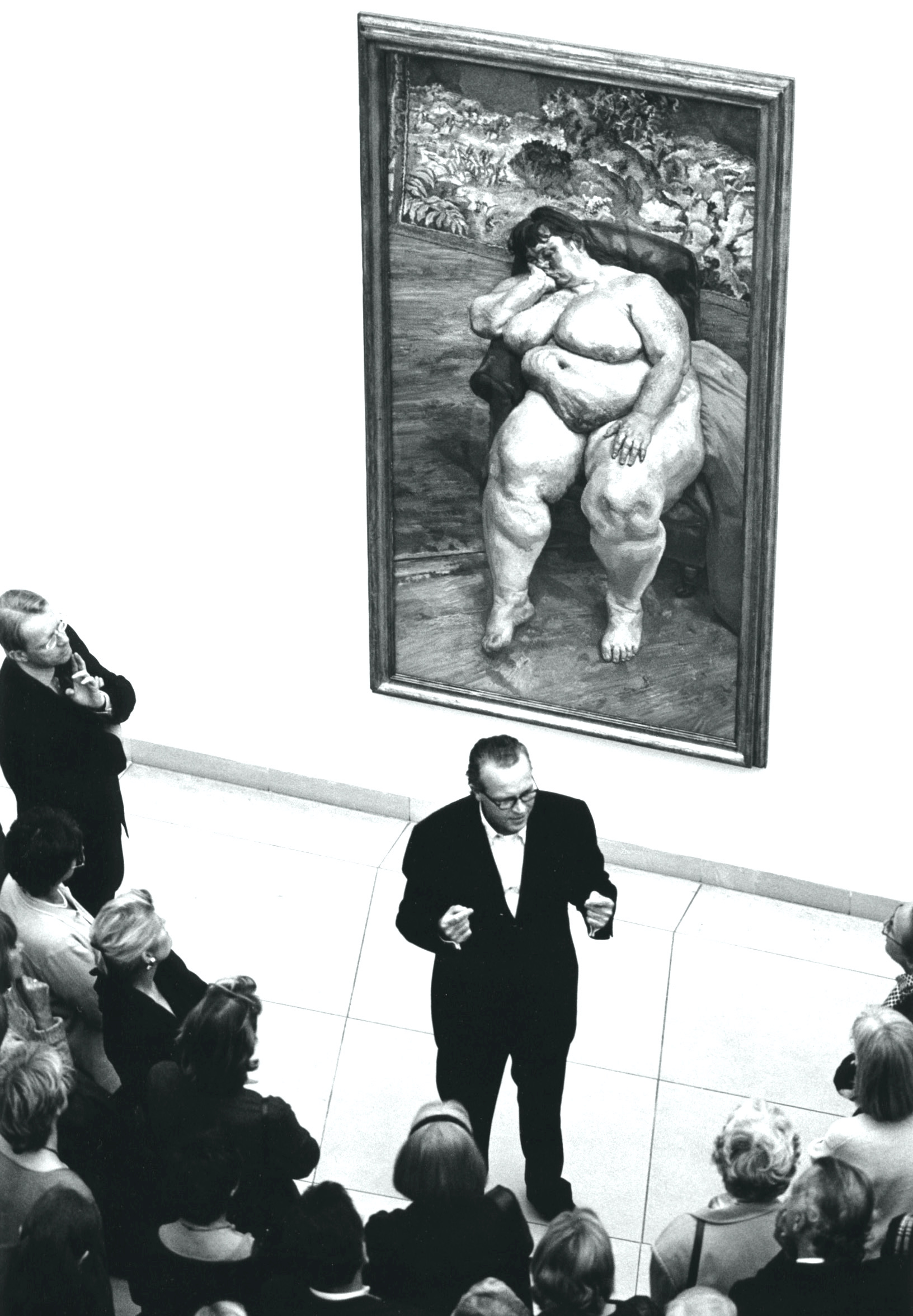
'Фрейд, Люсьен' выставка. Лаутер, Рольф, куратор музея: Музей современного искусства 2001 г.

Слово «курировать» происходит от латинского curare (заботиться) и с древности несёт в себе политические, религиозные и сакральные коннотации, однако наиболее распространённым стал смысл «опеки», проглядывающийся в происхождении музейных и галерейных кураторов.
В XVI и XVII веках богатые коллекционеры собирали «кабинеты редкостей» (кунсткамеры или нем. Wunderkammer). Надзор за этими коллекциями стал полноценной работой. Со временем подобные собрания разрастались; систематизировать, хранить и беречь их становилось всё труднее. Однако долгое время музеи представляли собой собрание беспорядочно перемешанных друг с другом частных коллекций.
Куратор не просто технически организовывает выставки, работу музея или иные арт-проекты, но и является соавтором, так как именно он определяет актуальность той или иной темы, активно сотрудничает с авторами, помогая им воплощать их идеи и проекты, — настолько, что, как отмечает Макс Фрай, «по большому счёту, кураторская деятельность — это такая принципиально иная форма авторства в искусстве». Известный куратор Виктор Мизиано определяет функции куратора через сравнение с фигурой театрального режиссёра. В 1793 году открылся Лувр, задуманный для просвещения народа. За счёт трофеев, захваченных в завоёванных европейских столицах во время наполеоновских войн музей серьёзно расширился, превратившись в самое большое в мире собрание экспонатов. Его новый директор Доминик Виван, барон Денон решил систематизировать коллекцию Лувра. Он выстроил экспозиции в хронологическом порядке и разделил их по национальным школам, таким образом осмыслив развитие искусства во времени и пространстве, таким образом определив политику музейного кураторства на весь XIX век. Кураторство перестало быть простой «заботой» об экспонатах, а стало работой по осознанному выбору и систематизации тех или иных объектов, с целью рассказать историю.
В 1917 году Марсель Дюшан представил публике первый «реди-мейд» — писсуар, положенный на бок и подписанный R. Mutt 1917, впоследствии названный «Фонтаном». Так Дюшан бросил вызов представлениям о том, что такое искусство и что может им быть. Начался концептуалистский период в искусстве, когда оно обросло дополнительными объяснениями и контекстами. Роль куратора возросла, ведь теперь, когда искусством могло стать что угодно, человек, который скажет, что это искусство, обрёл новую власть и влияние.
Кураторство как осознанная практика родилось из совокупности художественных событий, состоявшихся в сравнительно короткий период (конец 1960-х — начало 1970-х годов). Наиболее важным из них стала выставка Харальда Зеемана «Когда отношения становятся формой», показанная в 1969 году. Вдумчивое прочтение данной выставки предполагало, что внимание зрителя должно быть направлено не только на демонстрируемые объекты, но и на фигуру организатора выставки, задумавшего это процессуальное событие, выстроившего его драматургию и срежиссировавшего его протекание во времени. В рамках кураторской практики репрезентация и критика тождественны друг другу.
В 1980-е—1990-е годы на передний план выдвинулись культовые кураторы-анархисты, которые видели себя художниками нового типа: выставка для них была холстом, а произведения искусства — красками. Функции именно таких кураторов Виктор Мизиано определяет через сравнение с фигурой театрального режиссёра. В это время слова «куратор», «курирование», «курировать», «кураторство» начали распространяться всё шире и поменяли своё значение с «систематизации» на «личный выбор». В это же время термин «куратор» вышел за пределы искусства.
Джулия Брайан-Уилсон определила это десятилетие «эрой кураторских исследований», объясняя это тем, что «институциональная основа искусства принимается как данность, а маркетинг и упаковка современного искусства стали специализированным направлением исследования для тысячи студентов».
Следовательно, можно определить 1990-е годы как связующее звено в дискуссиях, критике и дебатах о кураторстве. Более того, кураторская практика становится профессиональной, таким образом закрепляя за куратором, как за деятелем искусства, официальные обязанности.

### Принципы и составляющие кураторства
В книге «Принцип кураторства. Роль выбора в эпоху переизбытка» Майкл Баскар выделяет четыре основные принципа кураторской работы, то есть четыре основные функции, которыми занимается современный куратор и которые определяют его работу:
- Отбор. Ценность кураторской работы заключается в умении делать не просто отбор, а отбор компетентный, основанный на знаниях, которые невозможно сфабриковать.
- Систематизация, для которой необходим сдвиг восприятия, который поможет понять скрытые рамки, структурирующие наш мир, перейти от частного к общему, научиться замечать и создавать определённые паттерны.
- Упрощение.
- Контекстуализация. Искусство встроено в контекст и в рамку, а не существует как отдельный факт[5].

### Кураторство в современном искусстве
Е. Е. Прилашкевич в своей диссертации «Кураторство в современной художественной практике» выделяет и даёт характеристику основных форм современного института кураторства:
1. Куратор-медиатор, то есть посредник между художественным проектом и его аудиторией. С одной стороны, куратор должен осмысливать наиболее проблемные вопросы современности, с другой — выработать собственную концепцию, личностное к ним отношение и способ создания аудитории базы для дальнейшей рефлексии. В качестве эффективного канала коммуникации выступает комментарий куратора, реализуемый устно, письменно, с использованием широкого круга инструментов воздействия — мультимедиа, музыки и т. п., что формирует основу для конгениального (совпадение по духу) восприятия реципиентом художественного высказывания и его дальнейшей интерпретации.
2. Куратор-продюсер, то есть человек, который актуализирует и вводит в арт-рынок не только и не столько конкретное художественное произведение, а особый символический продукт, чья значимость во многом определяет его коммерческую привлекательность, а значит и эффективность. В данном аспекте влияют новизна, эпатажность, соответствие моде, так называемому тренду и так далее. Для куратора-продюсера главное — создание бренда и его продвижение на основе тщательно продуманной стратегии, разработанной с учётом особенностей целевой аудитории, что в итоге способствует эффективной реализации коммерческой составляющей художественного проекта.
3. Куратор-экспозиционер прежде всего определяет идейную направленность выставки, новизну подхода и актуальности проекта, а также выбор наиболее адекватного, то есть доступного аудитории, способа организации выставочно-экспозиционного пространства. При этом деятельность куратора-экспозиционера, в отличие от куратора-продюсера, концентрируется на создании единого художественного высказывания.
4. Куратор-творец выступает в союзе с художником как активная творческая единица, обладающая собственным художественным вкусом и интенцией, собственным ви́дением реальности. Куратор-творец синтезирует большинство функций и черт представленных выше типов кураторской деятельности. При этом он способен на воплощение всего этого в форме конкретного выставочного проекта. Особенность деятельности куратора данного типа состоит в том, что он для реализации своей творческой идеи (проекта) подбирает как произведения искусства, так и другие объекты, варьирует ими и превращает выставку в целостное художественное произведение, совокупность которых позволяет говорить о легитимности понятия кураторское искусство[9].

### Кураторство в России
В Советское время роль кураторов выполняли люди, следящие за политкорректностью и представляющие интересы КГБ, в том числе и в культурных организациях. Золотым веком российского кураторства были 1990-е годы.[уточнить] После перестройки в Россию стали приезжать иностранные эксперты, которые сообщили российским современным художникам, что с ними будет работать куратор. Первые российские кураторы — это люди, которые знали историю искусства и хорошо владели иностранными языками.
В современной России понимание роли куратора носит очень хаотичный характер и не подразумевает чётких и развёрнутых расшифровок.
Во-первых, в России куратор заменил фигуру галериста: «У нас куратор считается такой фигурой, которая связана с определённым кругом людей, являющимся очень закрытым пространством. И коммуницируют они чаще всего только друг с другом».
Во-вторых, куратор играет роль цензора, пытаясь адаптировать материал к тем реалиям восприятия, которые, как ему кажется, могут привести к каким-то опасностям. Очень часто куратор портит работу художника, изменяя её, снимая заострённые моменты и подавая её, как ему представляется, в наиболее приемлемом виде.
Приведенные выше факты, определяют существование в России художественного мира как корпорации. Это также связано с тем, что искусство снизило градус проектности из-за популярности коммерческих галерей и ярмарок.
Профессия куратора в современном искусстве требует специальной подготовки: так, в Российском государственном гуманитарном университете в 1995 году было открыто обучение по специальности «кураторство проектов современного искусства» на факультете Всеобщей истории искусств.

## Кураторские интеграции в другие виды деятельности
Кураторские принципы работают вопреки тенденции к перенасыщению. Они позволяют проложить путь посреди переизбытка и перейти к новой фазе экономического развития.
В современном мире слово куратор используется во многих областях деятельности: говорят о кураторе академической группы (он же тьютор), курирующем враче, кураторе того или иного направления в деятельности банка, биржевой и инвестиционной деятельности, предприятия, политической организации и тому подобное. В Советском Союзе кураторами называли сотрудников КГБ, прикреплённых и наблюдавших за предприятиями, институтами, культурными и прочими заведениями.
Университетский куратор
Высшая административная должность в Императорском Московском университете в XVIII веке. Согласно Проекту об основании Московского университета (1755) на должность куратора по примеру европейских университетов назначались «одна или две из знатнейших особ, которые имели бы весь корпус в своём усмотрении и докладывали бы о его случающихся нуждах». Первым куратором стал основатель Московского университета И. И. Шувалов.